# تأسيس العراق الحديث
تأسست الدولة العراقية بموجب مؤتمر القاهرة الذي عقدته المملكة المتحدة في مارس 1921 لبحث مأ اسمتة وزارة المستعمرات البريطانية، بشؤون الشرق الأوسط والمقصود به الولايات العربية التي كانت متحدة تحت حكم الخلافة واخرها العثماني وذلك بعد أحداث انتفاضة القبائل العراقية في جميع إمارات الولايات العراقية الثلاث، والتي سميت بثورة العشرين لانها وقعت في عام 1920 من القرن المنصرم.

## نبذة
اقر إنشاء دولة ملكية في العراق وتشكيل مجلس تأسيسي برئاسة نقيب اشراف بغداد عبد الرحمن النقيب الذي تولى مهمة رئيس الوزراء للحكومة الانتقالية. وكان من مهام المجلس التأسيسي هو تنصيب ملك على عرش العراق، وعقد اللقاءات والاتصالات مع الزعماء والشخصيات العراقية المعروفة في ولاية بغداد والبصرة والموصل فضلاً عن اسطانبول كونها عاصمة الدولة يومذاك والتي يتواجد فيها بعض الشخصيات المثقفة والبارزة من مدنيين وعسكريين واعضاء في الجمعيات السرية الذين كانوا يعملون على استقلال العراق وتحريره من الحكم التركي. وكان من مهام المجلس أيضا البحث في كيفية تأسيس الدوائر والوزارات والمؤسسات الحكومية، إضافة إلى صياغة دستور العراق، وقد تم تكليف عدد من الشخصيات من أعضاء المجلس التأسيسي لهذا الغرض، حيث دون عضو المجلس التأسيسي عبد الوهاب بيك النعيمي محاضر على شكل مراسلات ومداولات عن المباحثات بشأن تأسيس الدولة العراقية، ويذكر بأنه في جلسة المجلس التأسيسي المنعقدة في 23 اب 1921 اختير الأمير فيصل بن حسين ملكا على العراق.

## التأسيس
تأسس العراق كدولة مستقلة من الولايات العثمانية الثلاث (الموصل، بغداد، البصرة حيث كانت بغداد هي الولاية الكبرى والمهيمنة على باقي الولايات في الرقعة العراقية، فكان كيانأ سياسيا واجتماعيا وجغرافيا متماسكا منذ دولة بابل التي كانت عاصمتها بابل التاريخية وكذلك في عهد الغساسنة والمناذرة وصدر الإسلام، حيث كانت تسمى هذه الرقعة الجغرافية والاجتماعية بالعراق بلد الثغور ورغم ذلك نجد من عارض تأسيس المملكة العراقية وهم:

## الثورة العربية الكبرى

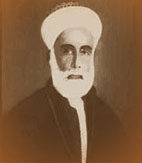
الشريف حسين الهاشمي نقيب اشراف مكة والحجاز وقائد الثورة العربية الأولى

دخلت ولايات العراق مع سائر الولايات العثمانية الحرب العالمية الأولى ضد بريطانيا والحلفاء، ورأى الحلفاء ضرورة معالجة مصيرها في حالة هزيمتها، وهو ما تجلّى في اتفاقية سايكس - بيكو بين فرنسا وبريطانيا وروسيا القيصرية على اقتسام مناطق الدولة العثمانية التي وقعت عام 1916، وكان من الضروري للحلفاء تأييد مطالب العرب الطامحين بالاستقلال ككيان واحد مطالبين باستضافة الخلافة ثانية على أراضيهم كعامل ضغط على الجيش العثماني.
أعلن الشريف حسين الثورة على الدولة العثمانية في 10 يونيو 1916م واستطاعت القوات العربية الثائرة أن تستولي في أقل من ثلاثة أشهر على جميع مدن الحجاز الكبرى، ولم يلبث أن بويع الشريف حسين ملكًا على العرب.
نكل التحالف الأوربي بتعهداته للعرب واحتلوا المناطق العربية التي أتفق على تحريرها من الاتراك، وتعمقت الخلافات بين العرب والإنجليز مع إطلاق بريطانيا لوعد بلفور في نوفمبر 1917م بإنشاء وطن قومي لليهود في فلسطين.

## الاحتلال البريطاني للعراق
كان العراقيون يأملون تحقيق الاستقلال نظرًا لوعود بريطانيا للشريف حسين من جهة خاصة بعد نجاح الثورة العربية ضد الأتراك العثمانيين، وكذلك وعود بريطانيا لهم بالاستقلال والحرية من جهة أخرى، مما دفعهم لعدم مساعدة الأتراك خلال الحرب. إلا أن العراقيين فوجئوا بالقوات المحتلة تنصب السير بيرسي كوكس المقيم السياسي البريطاني في الخليج العربي حاكما عسكريا بريطانيا في العراق، وأصبح فيما بعد المندوب السامي ورئيس وزراء حكومة الإدارة المدنية، فوضع أنظمة وقوانين مستمدة من الهند، وفرض الضرائب. على نمط الإدارة في الهند وعمدوا إلى تأمين مقتضيات الاحتلال ومتطلباته بالعمل على «تهنيد» العراق وخاصة القسم الجنوبي منه، وذلك بإشاعة النظم والقوانين والمبادئ الإدارية الهندية تمهيدًا لضم جنوب العراق إلى الهند.

## ثورة العشرين
تحوّل شعور الشعب العراقي إلى نقمة ثورية وبادروا إلى تشكيل جمعيات تطالب بالاستقلال، مثل حرس الاستقلال وجمعية العهد، اللتين تأسستا عام 1919م. ثم تطورت الأمور على شكل ثورة عارمة. الأمر الذي أثار استياء الشعب العراقي وغضبه مما دفع الشعب العراقي للثورة عام 1920م، وشملت معظم المدن العراقية للتخلص من الاحتلال ونيل الاستقلال.

## الحكومة الوطنية المؤقتة

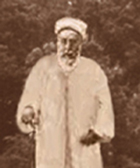
عبد الرحمن النقيب

بعد أن عقد مؤتمر القاهرة عام 1920 على أثر ثورة العشرين في العراق ضد الاحتلال البريطاني، وضد سياسة تهنيد العراق. حيث أصدر المندوب السامي البريطاني بيرسي كوكس أوامره بتشكيل حكومة وطنية عراقية انتقالية برئاسة نقيب أشراف بغداد عبد الرحمن النقيب الكيلاني وتشكيل المجلس التأسيسي الذي تولى من ضمن العديد من المهام انتخاب ملك على عرش العراق، وتشكيل الوزارات والمؤسسات والدوائر العراقية، واختيار الساسة العراقيين لتولي المهام الحكومية.
وأسرعت الحكومة البريطانية إلى تشكيل أول حكومة وطنية مؤقتة برئاسة عبد الرحمن الكيلاني النقيب نقيب أشراف بغداد، ووُضِع مستشار إنجليزي بجانب كل وزير. وأعلنت بريطانيا عن رغبتها في إقامة ملكية عراقية رشحت لها الأمير فيصل بن الشريف حسين ملكًا على العراق، 23 أغسطس/ أب 1921م بعد إجراء استفتاء شعبي كانت نتيجته 96% تأييدًا لفيصل. أجبرت بريطانيا فيصل على توقيع معاهدة معها في 10 أكتوبر/ تشرين1 1922م تضمنت بعض أسس الانتداب البريطاني.

## المجلس التأسيسي العراقي
صدرت الإرادة الملكية في 19 تشرين الأول/أكتوبر 1922م بتشكيل المجلس التأسيسي ليقر تأسيس الوزارات والمؤسسات الحكومية وصياغة دستور المملكة، وقانون انتخاب مجلس النواب، والمعاهدة العراقية البريطانية. وأختير عبد الرحمن النقيب الكيلاني أول رئيس وزراء في المملكة العراقية، ثم خلفه الشخصية الوطنية عبد المحسن بيك السعدون، كما سمح الملك فيصل بإنشاء الأحزاب السياسية على النمط الأوروبي في عام 1922 م. وفي عام 1924 تم التصديق على معاهدة 1922 م التي تؤمن استقلال العراق ودخوله عصبة الأمم وحسم مشكلة الموصل.
وقد تشكل المجلس من الشخصيات البارزة والفاعلة من مدنيين وعسكريين على الساحة الوطنية، والذين لعبوا دورا في استقلال العراق وتأسيس دولته، ومنهم نقيب أشراف بغداد عبد الرحمن النقيب الكيلاني وعبد المحسن السعدون الذي أصبح لاحقا رئيساً للوزراء وبكر صدقي الذي قاد أول انقلاب عسكري في المنطقة عام 1936 ورشيد عالي الكيلاني باشا الذي أصبح عام 1941 رئيسا لوزراء حكومة الإنقاذ بعد دخول العراق في الحرب العالمية الثانية والفريق نوري السعيد باشا والفريق جعفر العسكري الذي تولى وزارة الدفاع، وعبد الوهاب بيك النعيمي الذي كان ناشطا في الجمعيات السرية التي تدعو لاستقلال العراق، والذي جمع ودون المراسلات والمداولات والتي سميت «مراسلات تأسيس العراق»، والمتضمنة للحقائق والأحداث التي جرت وراء الكواليس والتي لعبت دورا في تأسيس المجلس التأسيسي والدولة العراقية عام 1921.

## المملكة العراقية الأولى والمملكة العراقية الثانية

عبد المحسن بيك السعدون

مرت المملكة العراقية بظروف موضوعية قاهرة منذ تأسيسها جراء النشأة الفتية للدولة والقوى الدولية الطامحة للسيطرة على مقدراتها والهيمنة على سياساتها وعلى رأسها بريطانيا. أما على الصعيد الداخلي ومن خلال مراسلات عبد الوهاب النعيمي عضو المجلس التأسيسي، على الصراع السياسي المترتب على التناقض الفكري بين مراكز القوى المنشطرة إلى تيارين مختلفين في التوجهات والتي تمثل اللاعب الرئيس في المسرح السياسي فهنالك طبقة النخبة الوطنية التي لعبت دوراً في تأسيس الدولة العراقية من السياسيين والضباط المنتمين للجمعيات السرية التي كانت تنادي باستقلال العراق عن الدولة العثمانية كون ارتباطه مع الولايات العربية الأخرى أكثر من ارتباطاً من ارتباطه مع الدولة التركية كما عمل هذا التيار على استقلال العراق عن السياسة البريطانية وهيمنتها على مصالحه الاقتصادية، والمعارضين لها من أعضاء المجلس التأسيسي ورئيسه عبد الرحمن النقيب الذي أصبح أول رئيس وزراء للعراق فيما عرف بالحكومة الانتقالية، ومن زعماء هذا التيار تحت تأييد الملك فيصل الأول والملك غازي عبد الرحمن النقيب وعبد المحسن السعدون ورشيد عالي الكيلاني وياسين الهاشمي وطه الهاشمي وغيرهم. أما التيار الآخر فيتمثل بمجموعة أخرى من السياسيين والضباط الذين يرون ضرورة ارتباط العراق ببريطانيا وشجعوا هيمنتها على اقتصاده وسياسته وهم مجموعة الساسة والضباط المتأثرين بالمندوب السامي البريطاني بيرسي كوكس وممثلة المصالح البريطانية في العراق مس بيل والتي لعبت دوراً كبيراً في رسم السياسة العراقية وتتويج الملك فيصل الأول على عرش العراق، ومن زعماء هذا التيار الذي لاقى تاييد من الوصي على العرش الأمير عبد الاله هم نوري السعيد وصالح جبر وناجي شوكت وغيرهم.
لعبت بعض العوامل المحلية والإقليمية والدولية، دورا في تهيئة الظروف المؤاتية للإطاحة بالحكم الملكي، أكثرها أهمية تكمن في أن الحكم الملكي ومنذ تأسيسه كان يحمل بين جنباته النقيضين النزعة الوطنية من جهة وممالاة النفوذ البريطاني والمستعمر السابق ذو اليد الطولى في العراق والمنطقة من جهة ثانية. ويتجاذب هاذين النقيضين استناداً لاهواء هذا الملك أو ذاك أو انتماءات وبرامج هذه الوزارة أو تلك. وقد درجت الحضارات على إطلاق مسمى الدولة الأولى والثانية والثالثة على دولها عند تغير الحقبة بتغير التوجهات العقائدية للبلد وذلك على اثر سقوط الوزارة أو الدولة أو المرور بحالة احتلال كما حدث في فرنسا عند تسمية الجمهورية الفرنسية الأولى والثانية الخ وألمانية الرايخ الأول والرايخ الثاني والرايخ الثالث، وعلى هذا الأساس يمكن تقسيم فترة حكم النظام الملكي إلى حقبتين متعارضتين في التوجهات السياسة والعقائدية والبنى الإستراتيجية.

## الحقبة الأولى- أو المملكة العراقية الأولى

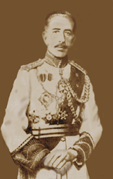
الملك فيصل الأول

تمثلت الحقبة الأولى- أو المملكة العراقية الأولى بزعامة الملكين فيصل الأول والملك غازي بكونها فترة تأسيس الدولة العراقية وبناها التحتية وتميزت بالنزعة الوطنية والطموح لبناء دولة تستظيف عاصمة الخلافة بعد سقوطها في تركيا متنافسة مع الأسرة العلوية في مصر والأسرة السعودية في الحجاز ومن أهداف هذه الدولة إعادة الوحدة مع الولايات العربية المنحلة عن الدولة العثمانية والتي تشكلت منها دولا حديثة ناقصة الاستقلال وقد عرف الملك فيصل الأول برجاحة عقله ودبلوماسيته وابتعاده عن المواقف الحادة في سياسته الداخلية والخارجية خصوصا مع الإنجليز إلا أن توجهات الملك غازي الأول 1933 – 1939 الوطنية والأكثر صرامة ومن ثم وزارة رشيد عالي الكيلاني باشا 1941 المناهضة للمد البريطاني كان لها الأثر والصدى لدى الشارع العراقي الذي أصيب بإحباط كبير عند دخول الجيش البريطاني وإسقاط الحكومة بغية تنفيذ استراتيجيات الحرب العالمية الثانية في العراق والمنطقة.

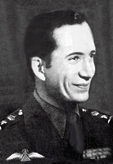
الملك غازي الأول المعظم

## حكومة الإنقاذ الوطنيوثورة رشيد عالي الكيلانيباشا
أدت الوفاة المفاجئة للملك غازي والملابسات الغامضة التي رافقت الحادث والتي كانت تشير إلى تورط بريطاني مع نوري السعيد والأمير عبد الاله في الحادث، وزاد ذلك من نقمة الجماهير مما أجج الرأي العام ضد الحكومة وأنشطر السياسيون والعسكريون إلى مجموعتين، الأولى ثورية طامحة للاستمرار بنهج الملك الراحل كنوع من الوفاء لشخصه ومبادئة الوطنية والوحدوية وثأئرا لاغتياله وكانت بزعامة رشيد عالي الكيلاني باشا رئيس ديوان الملك غازي والوزير المخضرم ومعه مجموعة الضباط الوطنيين العقداء الأربعة صلاح الدين الصباغ وكامل شبيب ومحمود سلمان وفهمي سعيد، والمجموعة الثانية بزعامة الأمير عبد الإله بن علي الهاشمي ونوري السعيد باشا وجميل المدفعي وحكمت سليمان. فألف الكيلاني وزارته التي سميت بحكومة الإنقاذ الوطني بسبب ضغط الشارع وتردي الوضع الاقتصادي وجمع الكيلاني من حوله السياسيين والعسكريين من أعضاء جمعيات الاستقلال السرية السابقة ومن المعروفين بولائهم للملك غازي أو من ذوي الآفاق التحررية والاستقلالية عن النفوذ البريطاني وبدأ بسلسلة من الإجراءات لتقويض النفوذ البريطاني والتقرب من الدول العربية وطرح مشاريع الاتحاد معها. وأصبح العراق ملاذا للوطنيين والتحرريين ومنهم مفتي القدس امين الحسيني والكنفاني وغيرهم.

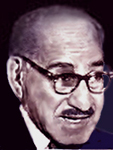
رشيدعالي الكيلاني باشا

أستغل ونستون تشرشل رئيس وزراء بريطانيا العمليات العسكرية للانقضاض على الثورة بتنسيق من نوري السعيد وعبد الإله اللذان هربا خارج العراق تمهيدا لإسقاط الثورة وكانت إستراتيجية الحلفاء في الحرب السيطرة على الشرق الأوسط لعمقها الإستراتيجي للعمليات الحربية من جهة وللحاجة الملحة للنفط وقود الآلة الحربية من جهة أخرى، وهذا ما أعطى بريطانيا الغطاء الدولي للهجوم على العراق واحتلاله ومن ثم إسقاط حكومة الثورة وإعدام أعضاء حكومة الأنقاذ الوطني العقداء الأربعة وهرب رشيد عالي الكيلاني باشا مع أمين الحسيني إلى إيطاليا ثم ألمانيا محاولا تحرير العراق وباقي الأقطار العربية التي احتلتها بريطانيا وفرنسا. وبدأ يصدر البيانات الثورية من محطة خصصها له هتلر سميت «صوت العرب» من برلين بإدارة الأعلامي العراقي الشهير يونس بحري، حيث أخذت حركته بعدا عربيا وتحرريا عالميا ولاقت بياناته الموجهة إلى الشعب العربي وقيادات الجيوش العربية ودعوته للانقضاض على «الحكومات الفاسدة» و«دحر المستعمر»، لاقت صدى إيجابي خصوصا لدى الثوار الفلسطينيين والجيوش المصرية والسورية واليمنية التي تأثرت بالحركة، حيث وبعد الخسارة في حرب 1948 عام 1948 قامت حركة انقلاب في سوريا وثورة يوليو في مصر وثورة 1948 في اليمن.
أدى احتلال العراق من قبل بريطانيا وإسقاط حكومة ثورة مايو/مايس 1941 وما لقيه الضباط من التنكيل والإعدام، إلى نقمة الشعب والقوات المسلحة التي بالأساس كانت ناقمة على مقتل الملك غازي وسوء الأوضاع الاقتصادية بسبب عدم تصرف الحكومة جراء ظاهرة الكساد العالمي في الثلاثينيات إضافة إلى سلسلة القرارات والمعاهدات الاستعمارية التي أبرمتها الحكومة.

### الحقبة الثانية – أو المملكة العراقية الثانية
أما الحقبة الثانية – أو المملكة العراقية الثانية فتتمثل في مرحلة ما بعد خروج القوات البريطانية وأستهلت بتشكيل نوري السعيد باشا لوزارته وهو المعروف بحنكته وشكيمته وبوطنيته وحبه للعراق وولائه لحكومة «صاحب الجلالة» البريطاني، عاقدا العزم على تأسيس حلف يظم الوصي على العرش سمو الأمير عبد الإله الهاشمي وبعض مراكز القوى من الوزراء والشخصيات التي تمثل الطوائف والأعراق المختلفة.
تسلسلت الوزارات التي غلب عليها طابع الصراعات وممالاة القوى المنتصرة في الحرب العالمية الثانية وتنفيذ مصالحها. كما إتسمت حركة بناء البلد بوتيرة منخفضة عما كانت عليه في «الحقبة الأولى- أو المملكة العراقية الأولى». كما انعكست هذه السياسات والصراعات على المواقف العربية التي كانت تلعب دورا كبيرا في السياسة المحلية للأقطار العربية بسبب نشأتها الحديثة التي تأتت من انسلاخ هذه الأقطار عن وطن عربي واحد كان تحت الحكم العثماني على شكل ولايات وإمارات مرتبطة بالدولة المركزية في الأستانة (إسطنبول). فبدأ الحكم الملكي يتخذ مواقف هدفها تنفيذ المصالح البريطانية في المنطقة على حساب مصالح بعض الدول العربية كعدم الجدية بالوقوف ضد تأسيس «إسرائيل» على أرض فلسطين وخسارة الحرب في 1948، وعدم الوقوف مع مصر في العدوان الثلاثي عليها وحملة العداء على سوريا والتوتر مع السعودية.